# Дорога (фильм, 1955)
«Дорога» — советский художественный приключенческий фильм режиссёра А. Столпера. Премьера — 3 октября 1955 года.

## Сюжет
На одной из новых горных дорог на востоке СССР из-за снегопадов застряли десятки машин с пассажирами и грузами. Среди застрявших — капитан госбезопасности и «шведский профессор Райдинг». Он же Реджинальд Снайдерс, агент иностранной разведки. Утром, несмотря на пургу, автоколонна направляется на штурм перевала.

## В ролях
- Андрей Попов — Сергей Игнатьевич Байталин, профессор-геолог с мировым именем
- Виталий Доронин — Фёдор Иванович, командир колонны автомобилей
- Николай Гриценко — Иван Алексеевич, капитан госбезопасности
- Тамара Логинова — Екатерина Андреевна Фёдорова, техник-геолог
- Лев Свердлин — Беимбетов, уполномоченный райторга
- Виктор Авдюшко — Вася, начальник автостанции
- Евгений Матвеев — Григорий Иванович Полипчук, начальник участка геологов
- Евгений Леонов — Паша Еськов, шофёр
- Тахир Сабиров — Таги Мухтаров, шофёр
- Григорий Михайлов — Никита Иванович Рудаков, водитель Байталина
- Владимир Кенигсон — Реджинальд Снайдерс, иностранный разведчик
- Николай Гладков — агент Снайдерса, запертый Васей на автостанции
- Алексей Алексеев — майор госбезопасности
- Борис Битюков — дирижер и скрипач
- Николай Сергеев — парикмахер

## Съёмочная группа
- Режиссёр — Александр Столпер
- Сценарист — Сергей Ермолинский
- Операторы — Леонид Крайненков, Александр Харитонов, Григорий Айзенберг
- Композитор — Николай Крюков
- Художник — Иосиф Шпинель